# Calostreptus cooki
Calostreptus cooki är en mångfotingart som beskrevs av Kraus 1958. Calostreptus cooki ingår i släktet Calostreptus och familjen Spirostreptidae. Inga underarter finns listade i Catalogue of Life.